# ガッタンゴットン
ガッタンゴットン(GUTTANG GOTTONG)は、1982年3月にコナミ（後のコナミアミューズメント）により開発・販売されたアーケードゲーム。日本国外では本作をそのまま輸出したほか、センチュリ(en:Centuri)がライセンス契約を結んでゲームタイトルを"LOCO-MOTION"としても発売した。

## 概要
15パズルと同様の構造をした動かせるパネルの上に線路が敷かれており、その上を機関車が進む。パネルを動かすことで線路の組み合わせを変え、行き先を変更できるようになっている。ゲームシステムは前年に当時の野村トーイが発売した『チクタクバンバン』に類似している。
止まることなく進む機関車をパネルを動かしたり加速させたりしながら、周辺にある駅の乗客すべてを乗せることがプレイヤーの目的である。機関車が行き止まりや他の列車にぶつかるとミスとなり1両減る。機関車が進む道筋が黄色で示されるので、それを参考にしながらパネルを動かしてゆく。
また駅の中にはボーナス得点が入る駅が存在し、一定時間が経過するとその駅の乗客がカウントダウンタイマーに変わる。カウントダウンが始まる前に乗客を乗せることができればその時のカウント分がボーナス得点となるが、タイマーが0に達すると、駅が閉鎖されるか別の列車が画面に登場し、衝突するのを避けながら機関車を動かさなければならなくなる。2台以上他の列車が画面内にあれば、互いに衝突させてボーナス得点を取ることもできる。
すべての乗客を乗せると1面クリアとなり、次の面となる。高次面になるとボーナス駅の数も増え、また分岐付き線路も登場する。分岐付き線路は機関車が通過するとボーナス得点が入るが、3方向（直進・右折・左折）のうちどの方向に進むかはランダムとなるため、その分機関車を誘導するのが難しくなる。さらに面が進むとはじめから別の列車が登場している面が出てきたり、マップが大きくなったりもする。
プレイヤーが閉じたループ状の線路のコースを機関車が周回するように作ると、ループ消しキャラがコース上に現れる。この場合機関車をループから早く出さないと、機関車にぶつかりミスとなる。
機関車はまず30000点獲得で1両増え、以後70000点獲得ごとに1両増える。

## 得点
- 分岐付き線路の上を通過 - 150点
- 駅で乗客を乗せる - 100点
- 1パネル通過ごとに - 10点
- カウントダウンにより、閉鎖された駅がある状態でクリア - 1000点

（最後の駅がカウントダウンによって閉鎖されるとクリアとなる）
- 全ての駅を通過してクリア - 5000点

## 移植
ぴゅう太、M5、PC-8001mkII、PC-6001mkIIに移植されたほか、家庭用ゲーム機ではゲームボーイ用ソフト『コナミGBコレクションVOL.2』にも収録されている。携帯電話向けアプリも製作されたが、後に配信は終了。2023年にアーケードアーカイブスの1作品としてPlayStation 4版とNintendo Switch版が配信された(海外版『Loco-Motion』も収録)。
また、MSX版は『クレイジートレイン』のタイトルでソニーから発売された。これはソニーによるMSX専用ソフトウェアの記念すべき第1弾とされており、タイトル画面でも「CRAZY TRAIN」は通常のキャラクタ文字で小さく表示されるのみで、ソニーのMSXブランドである「HiTBiT」のロゴのほうが大々的に表示されていた（初期のソニー製ソフトに共通）。